# Содружество актёров Таганки
«Содру́жество актёров Тага́нки» — московский театр драмы и комедии, существовавший с 1993 по 2021 год. Основан 22 апреля 1993 года решением Московского городского Совета народных депутатов. В труппу театра вошли 36 актёров во главе с Николаем Губенко и часть сотрудников (11 чел.) Театра на Таганке Юрия Любимова.

## История

### Раскол Театра на Таганке

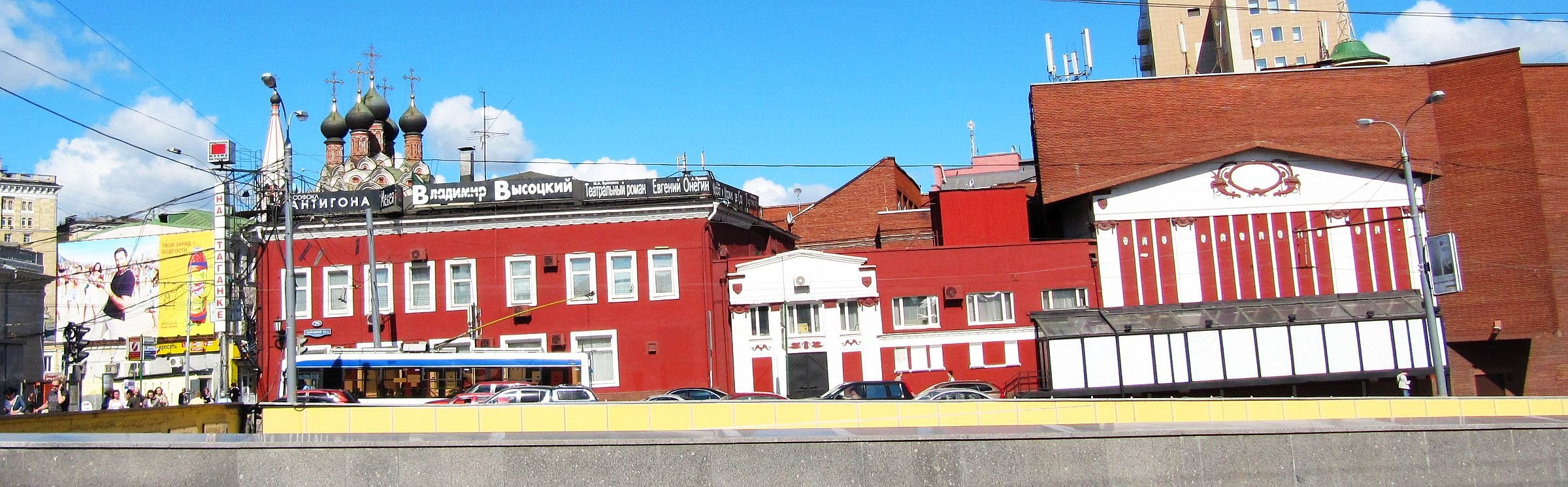
Театр на Таганке и театр «Содружество актёров Таганки», 2011 год

В 1984 году режиссёр Театра на Таганке Юрий Любимов после конфликтов с партийным руководством и Министерством культуры уехал из страны и был лишён гражданства. Главным режиссёром назначили Анатолия Эфроса. Уже тогда в труппе театра наметился раскол. Несмотря на сильные постановки, труппа отказывалась сотрудничать с режиссёром, и последние спектакли были осуществлены через сопротивление актёров. В театре нарастал глубокий социально-нравственный конфликт «шестидесятников»: нарушался их главный принцип — единение, так как новый режиссёр не был близок по духу и настроению актёрам. После смерти Эфроса в 1987 году художественным руководителем избрали Николая Губенко. Николай Губенко два года работал над возвращением Юрия Любимова в СССР и добился этого — режиссёр стал первым известным эмигрантом, которому позволили вернуться в страну и восстановить гражданство. Юрий Любимов снова возглавил театр и пообещал постоянно в нём работать, но основную часть времени по-прежнему проводил за границей и театром практически не занимался, так как должен был совмещать работу по ранее заключённым зарубежным контрактам. Между Любимовым и частью группы возник серьёзный конфликт. По мнению Николая Губенко, режиссёр сильно изменился во время эмиграции: если раньше Юрию Любимову было важно только творчество, то после возвращения в страну не требовалось ничего, «кроме тщеславия, долларов и скандальной славы».
Театр на Таганке ждал возвращения вынужденно блудного отца, а увидел возвращение кризисного менеджера, как ни в чём не бывало приступившего к работе над возобновлением запрещённых спектаклей, как будто и не было пяти лет разлуки.Социолог и культуролог Алек Эпштейн
В декабре 1992 года Юрий Любимов решил приватизировать здание и существенно обновить труппу театра: перевести актёров на контрактную основу и уволить лишних. Испуганные перспективой остаться без работы, актёры создали группу оппозиции и попросили бывшего министра культуры СССР Николая Губенко её возглавить. Против Юрия Любимова почти в полном составе выступили участники премьерного состава спектакля Театра на Таганке «Добрый человек из Сезуана». И без того не сложившиеся отношения Юрия Любимова и Николая Губенко постепенно обострялись. За полгода конфликт перерос в откровенную неприязнь, когда Юрий Любимов запретил Николаю Губенко участвовать в спектакле и приказал не пускать его в здание театра.
Конфликт Губенко и Любимова был не социальный, а личный: Любимов не пустил его на спектакль, это серьёзное оскорбление. И одновременно за спиной актёров начал решать, с кем он заключает контракт, а с кем нет. Вот тогда люди стали примыкать к Губенко, ставить на него: «Коля, спасай!» Он почувствовал свою ответственность и пошёл до конца. Мне показалось, что в этой ситуации надо быть с ним, невзирая на то, что в глазах большинства мы оказались врагами мэтра и чуть ли не предателями. История рассудила так, что победа осталась за Любимовым. Но я бы сегодня поступил так же. Даже несмотря на мой уход от Эфроса и последующее возвращение «под Любимова».Актёр и телеведущий Леонид Филатов
Конфликт привёл к расколу: группа актёров решила создать новый театр и обратилась за содействием к президенту России Борису Ельцину. В резолюции от 23 сентября 1992 года президент ответил, что согласится с разделением, если решение о разделении будет принято на общем собрании театра тайным голосованием. Голосование проходило с 27 по 30 октября 1992 года — в последний день в 17 часов счётная комиссия вскрыла урну и сообщила результаты: «…выдано 185 бюллетеней, обнаружено — 182, недействительных — нет. За разделение театра проголосовало 146, против — 27 и воздержалось — 9». 22 февраля 1993 года на заседании Моссовета обсуждался вопрос об учредителях театра «Содружество актёров Таганки». Решением Моссовета театр был создан в апреле 1993-го. Основой труппы стали 36 актёров и несколько сотрудников Театра на Таганке. Художественным руководителем нового театра по просьбе коллектива назначили Николая Губенко. Общественность во время скандала поддержала Юрия Любимова, а Николая Губенко обвинила в предательстве, одновременно высказывая недовольство его работой в должности министра культуры. Создание «Содружества актёров Таганки» сопровождалось десятками судебных процессов о разделе сценических площадок, из которых два процесса прошли в Высшем арбитражном суде России. В итоге «Содружество актёров Таганки» получило новое театральное здание, а Театр на Таганке остался в старом, построенном в 1911 году. Сцену нового театра отделили от старой стеной с закрытыми переходными дверями.

### «Содружество актёров Таганки» в 1993—2020 годы

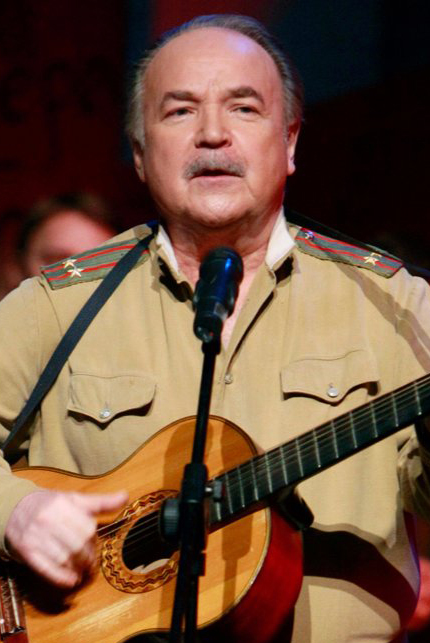
Народный артист РСФСР Николай Губенко в спектакле театра «Содружество актёров Таганки» «Четыре тоста за Победу»

В 1994 году премьерным спектаклем нового театра стала «Чайка» Антона Чехова в постановке Сергея Соловьёва. Как вспоминал Николай Губенко: «Первый спектакль театра „Чайка“ репетировался при свечах, потому что электричество вырубали „доброжелатели“. Друзья театра приносили свои личные деньги для постановок. Актёрам нечего было есть. Но никто не уходил». Позднее в репертуаре театра появилось около десяти спектаклей. В 1998 году мэр Москвы Юрий Лужков подписал распоряжение о перестройке Театра на Таганке в Международный экспериментальный театральный комплекс. Разработку проекта заказало Управление бюджетного планирования городского заказа правительства Москвы. Комплекс зданий Театра на Таганке и «Содружества актёров Таганки» должен был быть переделан в одном архитектурном контексте.
В дальнейшем негативный взгляд на театр со стороны театральной критики сохранялся, а постановки оценивались в основном негативно. Также новый театр обвиняли в том, что он сдавался под прокат антрепризам и другим коллективам. По мнению журналиста и театрального критика Григория Заславского, к 2003 году «Содружество актёров Таганки» «давно уже стало пристанищем для самых непритязательных московских антреприз». Причиной этому являлось то, что Николай Губенко не мог уделять театру необходимое количество времени из-за основной работы — он два созыва проработал депутатом в Госдуме и ещё три депутатом в Мосгордуме.
Николай Губенко в своих заявлениях и интервью отвергал все обвинения как в свой адрес, так и в адрес возглавляемого им театра, подчёркивая, что постановки востребованы зрителями. Так, в 2008 году в своём обращении к зрителям он заявил: «театр не просто назывался, но и был, и остаётся до сих пор — Содружеством. Наверное, именно поэтому в репертуаре так много музыкально-поэтических спектаклей, которые продолжают лучшие традиции старой Таганки. Потому что когда люди, друзья, единомышленники собираются вместе и когда между ними есть и тепло, и взаимопонимание — они часто поют под гитару. О том, о чём болит сердце. „Афган“, „ВВС (Высоцкий Владимир Семёнович)“, „Четыре тоста за Победу“ и сегодня играются, как в день премьеры. Потому что по-другому не споёшь о тех, кто по-другому не умел жить. А если нужно обратиться к зрительскому сердцу в прозе, то русский театр никогда не знал ничего лучше классики, и „Содружество актёров Таганки“ не исключение: в репертуаре спектакли по произведениям Антона Чехова, Михаила Салтыков-Щедрина, Николая Некрасова, Александра Островского. В творческой биографии театра есть и классическая зарубежная драматургия и современная, потому что, если театр живой, он дышит одним воздухом со своим зрителем».
Осенью 2008 года театр из негосударственной некоммерческой организации стал государственным бюджетным учреждением.
Противостояние театров завершилось в 2011 году: в июне Юрий Любимов после очередного конфликта с труппой уволился из Театра на Таганке, а 15 ноября новый худрук Валерий Золотухин встретился с худруком «Содружества актёров Таганки» Николаем Губенко, в результате чего стороны договорились о сотрудничестве и обмене площадками и артистами. Руководитель «Содружества актёров Таганки» утверждал, что после встречи «Таганская стена» рухнула.
22 апреля 2018 года театру исполнилось 25 лет. Юбилейный вечер прошёл в формате семейного праздника с традиционным капустником. К этому времени большую часть труппы составляли молодые актёры.

### Воссоединение
29 декабря 2020 года директором театра была назначена Ирина Апексимова, также руководившая на тот момент Театром на Таганке. Это решение позволило консолидировать управление двумя зданиями, которые раньше являлись одним целым, с общими коммуникациями.
30 сентября 2021 года артисты двух трупп выступили в одном спектакле «Земляничная поляна» — в день рождения основателя театра Юрия Любимова. Спектакль стал символом объединения двух коллективов. «Мы не должны больше оставаться заложниками прошлых конфликтов и ошибок, попыток обособиться, отгородиться железным занавесом, — заявила Апексимова. — Мы все наследники легендарного Театра на Таганке и должны вместе идти вперёд, помогая и поддерживая друг друга».
8 октября 2021 года Ирина Апексимова объявила о воссоединении «Театра на Таганке» и «Содружества актёров Таганки». 13 октября того же года состоялась первая встреча рабочей группы объединённого «Театра на Таганке» с главным архитектором здания Александром Анисимовым. Эта встреча — первый шаг на пути «физического» воссоединения двух театров, последние тридцать лет разделённых закрытыми проходами и дверями. Благодаря воссоединению театров встала задача восстановить все созданные когда-то коммуникации внутри и между театрами, вернув изначальный замысел архитектора и функциональное назначение уникального здания-памятника эпохи конструктивизма.

## Труппа
По состоянию на декабрь 2020 года в труппе театра — 67 артистов.

### Заслуженные артисты
- Александр Баринов
- Михаил Басов
- Алла Богина
- Светлана Власова
- Елена Габец
- Владимир Завикторин
- Михаил Лебедев
- Елена Оболенская
- Виктория Радунская
- Лидия Савченко
- Наталья Старкова
- Елизавета Устюжанина
- Мария Федосова

### Артисты
- Александр Алёшкин
- Павел Афонькин
- Владимир Базынков
- Анастасия Балякина
- Дмитрий Белоцерковский
- Ольга Битюцкая
- Баин Бовальдинов
- Евгений Бодяков
- Надежда Бодякова
- Ирина Бондарева
- Надежда Бондарь
- Виталий Вашедский
- Кристина Грубник
- Анна Данькова
- Мария Добржинская
- Олег Евтеев
- Алексей Елизаветский
- Алексей Емцов
- Денис Ермошкин
- Александр Зарядин
- Игорь Иванов
- Владимир Игнатюк
- Станислав Кабешев
- Андрей Кайков
- Дмитрий Карпеев
- Ирина Клабукова
- Елена Корнилова
- Николай Коробов
- Екатерина Королёва
- Виталий Лойко
- Татьяна Лукьянова
- Диана Максимова
- Дарья Михайличенко
- Анна Мохова
- Денис Муляр
- Ольга Никанорова
- Евгений Осокин
- Яна Островская
- Андрей Перов
- Кирилл Петров
- Александр Плентайтис
- Николай Рябков
- Мария Рябкова
- Нико Саладзе
- Роман Серков
- Дарья Сивова
- Евгения Стегний
- Дмитрий Трусов
- Алексей Финаев-Николотов
- Полина Фокина
- Виктория Шашкова
- Евгений Яковлев

## Художественный руководитель
- Николай Губенко (1993—2020)

## Директора
- Наталья Альшевская (2008—2020)
- Ирина Апексимова (29 декабря 2020 — 8 октября 2021)

## Репертуар

### Взрослые спектакли
- 25 января 1998 — «ВВС (Высоцкий Владимир Семёнович)» (по стихам и песням Владимира Высоцкого, реж. Николай Губенко)
- 11 февраля 1999 — «Афган» (по песням и письмам воинов-«афганцев», реж. Николай Губенко)
- «Дурь» (по мотивам пьесы «Осенняя скука» Николая Некрасова, реж. Алексей Кирющенко)
- «Исповедь хулигана» (реж. Валерий Иванов-Таганский)
- апрель 2002 — «Очень простая история» (Мария Ладо, реж. Николай Губенко)
- май 2005 — «Четыре тоста за Победу» (по стихам и песням военных лет, реж. Николай Губенко)
- 23 декабря 2006 — «Чао» (Марк-Жильбер Соважон, реж. Артём Тынкасов)
- 25 марта 2007 — «Мисс и мафия» (Надежда Птушкина, реж. Николай Губенко)
- 11 мая 2008 — «Картины из московской жизни или Женитьбы Бальзаминова» (Александр Островский, реж. Наталья Старкова)
- 9 октября 2009 — «Миллионерша» (Бернард Шоу, реж. Артём Тынкасов)
- 18 октября 2011 — «Забыть Герострата!» (Григорий Горин, реж. Екатерина Королёва)
- 30 ноября 2011 — «Обыкновенное чудо» (Евгений Шварц, реж. Наталья Старкова)
- 15 декабря 2012 — «Бешеные деньги» (Александр Островский, реж. Мария Федосова)
- 12 апреля 2013 — «Звезда обмана» (по пьесе «Дон Хиль — Зелёные штаны» Тирсо де Молина, реж. Артём Тынкасов)
- 7 декабря 2013 — «Мой Марат» (по пьесе «Мой бедный Марат» Алексея Арбузова, реж. Владимир Базынков)
- 20 декабря 2014 — «Великий нахал, или страсть Художника» (по пьесе «О-Бон» Елены Исаевой, реж. Екатерина Королёва)
- 22 апреля 2015 — «Весёлого Рождества, мама!» (по произведениям «Тихая ночь» Гарольда Мюллера, «Железный класс» Альдо Николаи, «Четыре женщины Ивана» («Выходили бабки замуж») Флорида Булякова; реж. Наталья Старкова)
- 27 сентября 2015 — «Концерт по случаю конца света» (по произведениям поэтов и писателей от Александра Пушкина до наших дней, реж. Николай Губенко)
- 1 декабря 2015 — «Бег» (Михаил Булгаков, реж. Мария Федосова)
- 3 ноября 2016 — «Однорукий из Спокана (С днём рождения, Однорукий!)» (Мартин Макдонах, реж. Николай Коробов)
- 14 сентября 2018 — «Нечистая сила» (Валентин Пикуль, реж. Николай Губенко)
- 30 марта 2019 — «Любовь до потери памяти» (Валентин Красногоров, реж. Владимир Завикторин)
- 30 ноября 2019 — «Докторъ А.П. Чеховъ. Об-хо-хо-чешься!» (реж. Наталья Старкова)
- 16 декабря 2019 — «Дурак — это хорошо» (по произведениям Надежды Тэффи, реж. Екатерина Королёва)
- 13 февраля 2020 — «Спасти Хлестакова_?» (по мотивам комедии «Ревизор» Николая Гоголя, реж. Мария Федосова)
- 31 октября 2020 — «Карьера Артуро Уи, которой могло не быть» (Бертольт Брехт, реж. Зигфрид Кюн)
- 11 декабря 2020 — «Это я его убила!» (Дон Нигро, реж. Николай Коробов)
- 18 декабря 2020 — «Поединок» (Александр Куприн, реж. Екатерина Королёва)

### Детские спектакли
- «Две Бабы-Яги» (Роман Сеф и Татьяна Карелина, реж. Владимир Игнатюк)
- «Приключения Львёнка» (по пьесе «Таинственный гиппопотам» Владимира Лившица и Ирины Кичановой, реж. Екатерина Королёва)
- «Тайна Цветика-семицветика» (по сказке Цветик-семицветик Валентина Катаева, реж. Екатерина Королёва)
- «Царевна-лягушка» (по мотивам русской народной сказки, реж. Екатерина Королёва)
- 14 октября 2007 — «Конёк-Горбунок» (Пётр Ершов, реж. Владимир Щеблыкин)
- 27 декабря 2008 — «Королевство кривых зеркал» (Виталий Губарев, реж. Сергей Кутасов)
- 27 декабря 2013 — «Чиполлино» (по сказке «Приключения Чиполлино» Джанни Родари, реж. Екатерина Королёва)

### Архивные спектакли
- «Дикарка» (Жан Ануй, реж. Владимир Щеблыкин)
- «Принцесса и свинопас» (Ханс Кристиан Андерсен, реж. Сергей Кутасов)
- «Цветок Аленький» (по сказке «Аленький цветочек» Сергея Аксакова, реж. Владимир Щеблыкин)
- «Иван-Царевич, серый волк и другие» (Владимир Маслов, реж. Сергей Кутасов)
- 5 февраля 1994 — «Чайка» (Антон Чехов, реж. Сергей Соловьёв)
- 10 декабря 1994 — «Белые столбы» (по произведению «Дневник провинциала в Петербурге» Михаила Салтыкова-Щедрина, реж. Николай Губенко)
- 10 сентября 1997 — «Иванов» (Антон Чехов, реж. Николай Губенко)
- 5 октября 2010 — «Арена жизни» (по произведениям Михаила Салтыкова-Щедрина, реж. Николай Губенко)

## Награды
- Почётная грамота Московской городской думы (19 декабря 2018 года) — за заслуги перед городским сообществом[31].